# Juan Rivero Villar
Juan Rivero Villar (Lima, 24 de junio de 1909-Callao, 9 de mayo de 1982). Fue un futbolista peruano. Jugaba de half derecho o mediocampista, fue campeón con el Club Atlético Chalaco en 1930 y Sport Boys Association en 1942, los dos grandes clubes del Callao.Fue parte de la Selección de fútbol del Perú en el Campeonato Sudamericano 1935.Y padre del también futbolista peruano Juan Rivero Arias, delantero de Sport Boys Association y el Club Alianza Lima, entre otros clubes.

## Trayectoria
Nacido en el Callao, fue un mediocampista derecho hábil efectivo y rendidor.
Se inició en el fútbol en el club Once Amigos, para luego jugar por Atlético Chalaco y retirándose del fútbol en 1944 con el club Sport Boys Association.

## Selección nacional
Fue internacional con la Selección de fútbol del Perú en el Campeonato Sudamericano 1935. Jugó un solo partido en la derrota ante Argentina ingresando por Alberto Denégri.

### Participaciones en Copa América
| Torneo                       | Sede | Resultado |
| ---------------------------- | ---- | --------- |
| Campeonato Sudamericano 1935 | Perú | Tercero   |

## Clubes
| Club                           | País | Año       |
| ------------------------------ | ---- | --------- |
| Club Atlético Chalaco          | Perú | 1925-1927 |
| Club Sportivo Jorge Washington | Perú | 1928      |
| Club Atlético Chalaco          | Perú | 1929-1932 |
| Alianza Frigorífico Nacional   | Perú | 1933-1934 |
| Club Atlético Chalaco          | Perú | 1935-1939 |
| Sport Boys Association         | Perú | 1940-1944 |

## Palmarés

### Títulos nacionales
| Título           | Club             | País | Año  |
| ---------------- | ---------------- | ---- | ---- |
| Primera División | Atlético Chalaco | Perú | 1930 |
| Primera División | Sport Boys       | Perú | 1942 |